# Ібрагім Бабангіда
Бабангіда Ібрагім (нар. 17 серпня 1941) — нігерійський політик і військовий діяч, президент Нігерії 1985—1993 р. Він став лідером нігерійської армії в 1983 р.; у 1985 очолив путч проти президента Бухарі для того, щоб самому стати президентом. Пішов у відставку в 1993 після визнання виборів недійсними.